# سندرم تغذیه مجدد
سندرم تغذیه مجدد (انگلیسی: Refeeding syndrome) یا نشانگان بازغذادهی نوعی اختلال متابولیسم است که در افراد یا حیواناتی دیده می‌شود که دچار گرسنگی شدید، سوءتغذیه شدید یا فشار متابولیکی در اثر بیماری شدید بوده‌اند. وقتی ظرف ۴ تا ۷ روز اول بعد از سوءتغذیه، غذا یا مایعات زیادی به بدن این افراد یا جانداران برسد، تولید گلیکوژن، چربی و پروتئین در سلول‌ها، سبب افتِ غلظتِ سرمی پتاسیم، منیزیم و فسفات می‌گردد. علائم قلبی، ریوی و عصبی که در این بیماران دیده می‌شود نشانه‌ای از سندرم تغذیه مجدد است. کاهش سطح سرمی مواد مغذی معدنی اگر شدید باشد، ممکن است به مرگ بینجامد.

## دلیل
هر فردی که طی روزهای متمادی، دچار سوءتغذیه یا کاهش جزئی مصرف مواد مغذی باشد، یا آنکه در اثر یک بیماری حاد یا جراحی سنگین از لحاظ متابولیسمی دچار استرس و فشار شود، ممکن است دچار این عارضه گردد. این اختلال معمولاً ظرف ۴ روز پس از آغاز تغذیهٔ مجدد شروع می‌شود. فرد دچار اختلالات الکترولیتی به‌خصوص کاهش پتاسیم خون می‌شود و علائم قلبی، ریوی و عصبی پیدا می‌کند.
طی روزه‌داری، بدن سوخت اصلی خود را از قندها به اسیدهای چرب و اسیدهای آمینه تغییر می‌دهد. کبد سرعت پاکسازی گلبول‌های قرمز را پائین می‌آورد و سعی می‌کند آن‌ها را حفظ کند. بسیاری از مواد معدنی درون سلول‌ها به‌شدت کاهش می‌یابند، با آنکه ممکن است سطح سرمی آن‌ها در ظاهر طبیعی باشد. ترشح انسولین هم افت می‌کند و ترشح گلوکاگون افزایش می‌یابد.
هنگام برقراری تغذیهٔ مجدد، ترشح انسولین در پاسخ به بالا رفتن قند خون افزایش می‌یابد و در نتیجه تولید پروتئین، چربی و گلیکوژن هم تشدید می‌شود. تغذیهٔ مجدد در واقع میزان سوخت‌وساز پایه را افزایش می‌دهد. این فرایند نیازمند فسفات، منیزیم و پتاسیم است که از پیش دچار کمبود بوده‌است و ذخایر باقی‌مانده نیز به‌سرعت صرفِ ساختِ پروتئین، چربی و گلیکوژن می‌شوند. با تشکیل قندهای الکل دار در کبد و ماهیچه‌های اسکلتی، آدنوزین تری‌فسفات و ۲٬۳-بیس فسفوگلیسریک اسید درون‌سلولی در گلبول‌های قرمز افت می‌کند و اعضاء و احشاء بدن دچار کمبود اجسام کتونی می‌شوند و اختلال کارکرد سلول‌های بدن پیش می‌آید. جابجا شدن مواد معدنی همچون پتاسیم و منیزیم در درون یاخته‌ها همزمان با افت سطح سرمی آن‌ها رخ می‌دهد. قند خون بالا می‌رود و میزان ویتامین ب۱ کاهش می‌یابد. شایع‌ترین دلیل مرگ در سندرم تغذیه مجدد ، کما است. عواقب خطرناک دیگر، شامل کاهش سطح هوشیاری و آریتمی قلب ، تشنج و نارسایی قلب است.

## موقعیت‌های بالینی
این سندرم ممکن است درآغاز درمانِ بی‌اشتهایی عصبی رخ دهد که کالری دریافتی فرد به ناگاه بالا می‌رود و می‌تواند مرگبار باشد. پس از یک بیماری بحرانی یا جراحی سنگین هم ممکن است سندرم تغذیه مجدد رخ دهد. جابجایی مواد معدنی و عدم تعادل در مایعات بدن سبب افزایش بار عملکردی قلب و ضربان آن می‌شود و ممکن است به نارسایی حاد قلبی بینجامد. مصرف اکسیژن هم بالا رفته و بر دستگاه تنفسی فشار وارد می‌کند و به همین دلیل قطع تدریجی بیماران حاد از دستگاه تنفس مصنوعی را مشکل‌تر می‌سازد.

## تشخیص
سندرم تغذیه مجدد اگر به‌موقع تشخیص داده نشود و درمان نگردد، می‌توان مرگ‌آفرین باشد. برای تشخیص آن، درمان‌گر باید احتمال آن را در ذهن داشته باشد و دربارهٔ این عارضه آگاهی داشته باشد. اختلالات الکترولیتی این بیماری ظرف چند روز اول تغذیهٔ مجدد رخ می‌دهد. آزمایش دقیق مواد معدنی خون در روزهای اولیهٔ برقراری مجدد تغذیه ضروری است.

## درمان
در بیماران بدحالی که در بخش مراقبت‌های ویژه بستری هستند، اگر سطح فسفات ظرف سه روز اول برقراری مجدد تغذیه، کمتر از ۰٫۶۵ میلی‌مول بر لیتر شود (کمتر از ۲٫۰ میلی‌گرم بر دسی‌لیتر)، باید میزان کالری دریافتی را به ۴۸۰ کیلوکالری در روز تقلیل داد و مواد معدنی ضروری را نیز جایگزین نمود. تجویز روزانهٔ ویتامین ب۱، ویتامین‌های ب کمپلکس و مولتی‌ویتامین به‌شدت توصیه می‌گردد. شاخص‌های خونی آزمایشگاهی باید به‌طور منظم بررسی شوند تا بیمار وضعیت عادی پیدا کند. باآن‌که شواهد علمی موجود محدود به بیماران بستری در بخش مراقبت‌های ویژه است، اما به‌طور کلی توصیه می‌شود که میزان کالری دریافتی تمامی این افراد ظرف ۳ تا ۵ روز اول درمان، کمتر از حد عادی باشد.

## تاریخچه
در قرن ۵ پیش از میلاد، بقراط حکیم در یکی از کتاب‌هایش نوشت: «اگر فردی هفت روز چیزی نخورد و ننوشد، طی این مدت خواهد مرد. اما هستند کسانی که از این هفت روز جان سالم به‌در می‌برند، اما آن‌ها هم می‌میرند. برخی را هم ترغیب می‌کنند که چیزی بخورند و بنوشند تا از گرسنگی نمیرند؛ با این‌حال، حفره [شکمی] دیگر چیزی را نمی‌پذیرد، چرا که تهی‌روده طی این مدت به هم پیچیده و این افراد هم می‌میرند.» با آن‌که بقراط دلیل این‌گونه مرگ‌ها را نفهمیده بود، اما این توصیفش از واقعه را نخستین شرح از سندرم تغذیه مجدد می‌دانند. یوسف فلاوی تاریخ‌نگار رومی، علائم رایج این عارضه را در بازماندگان محاصره اورشلیم شرح داده‌است. وی مرگ کسانی را توصیف کرد که پس از قحطی، به میزان زیادی غذا خوردند، حال‌آن‌که افرادی که به میزان کمتر و تدریجی غذا خوردند، زنده ماندند.
روایاتی از شاهدان عینی در میان زندانیان لهستانی در ایران موجود است که در سال‌های ۱۹۴۱ تا ۱۹۴۲ میلادی، تحت عفو عمومی و به‌منظور تشکیل ارتشی به فرماندهی ارتشبد آندرس از اردوگاه‌های شوروی سابق آزاد شده بودند. به این افراد در حین قحطی و سوءتغذیه شدید، غذا داده شده بود که سبب شد بسیاری از آن‌ها بمیرند.
یک اشتباه رایج که در چندین مقاله هم تکرار شده، آن است که «سندرم تغذیه مجدد، نخستین بار در جنگ جهانی دوم و آمریکایی‌هایی دیده شد که به اسارت ارتش امپراتوری ژاپن درآمدند و حین اسارت، دچار سوءتغذیه شده بودند و پس از رهایی تحت مراقبت پرسنل ارتش آمریکا در فیلیپین قرار گرفتند.» ولی پژوهش‌های بیشتر توسط اشنیتکر در سال ۱۹۵۱ میلادی، مشخص ساخت که اسرای یاد شده آمریکایی نبودند، بلکه سربازان ژاپنی بودند دچار سوءتغذیه شده و خود را پس از پایان جنگ در سال ۱۹۴۵ در فیلیپین تسلیم کردند.
نمی‌توان به درستی گفت که این سندرم چه زمان کشف شد و چگونه نام‌گذاری گردید، اما احتمال دارد که اختلالاتِ الکترولیتیِ این عارضه نخستین بار در هلند و در ماه‌های پایانی جنگ جهانی دوم، پیش از روز پیروزی در اروپا کشف شده باشد.